# Rendez-vous à Palerme
Pour plus de détails, voir Fiche technique et Distribution.
Rendez-vous à Palerme (Palermo Shooting) est un film franco-italo-allemand réalisé par Wim Wenders et sorti en 2008. Il a d'abord été présenté au Festival de Cannes 2008. Il a tourné principalement en Sicile, avec certaines scènes en Rhénanie-du-Nord-Westphalie (Allemagne).

## Synopsis
Le personnage principal, Finn, un célèbre photographe allemand (joué par Campino), se révèle dans les premières scènes du films tournées à Düsseldorf dans l'atelier du photographe. Puis ce dernier se rend avec quelques membres de son atelier à Palerme. Finn découvre Palerme, ses rues, ses palais, et ne quitte pas son appareil photo. A tant shooter, à tant tenter de fixer et figer le présent et la beauté, la mort ne tarde pas à lui envoyer ses flèches : un assaillant spectral est à la manœuvre, et récidive. Moult rêves en parallèle le saisissent et le plongent dans ses obsessions. Et, au cours de ses découvertes, le photographe « débusqueur » fait la rencontre de Flavia (Giovanna Mezzogiorno), restauratrice dans le musée d'art du Palais Abatellis. Assistant à une nouvelle tentative de meurtre sur le port, elle l'assistera, l'amènera même chez elle où ils échangeront autour du thème de la mort à Palerme et sur la présente restauration de la célèbre fresque 'il Trionfo della Morte (Palermo) que Flavia a entreprise. Elle le conduira, alors dans le village de son enfance, Gangi, où ils se rapprochent, conscients que la mort porte dans son cœur la vie.

## Fiche technique
- Titre : Rendez-vous à Palerme
- Réalisation : Wim Wenders

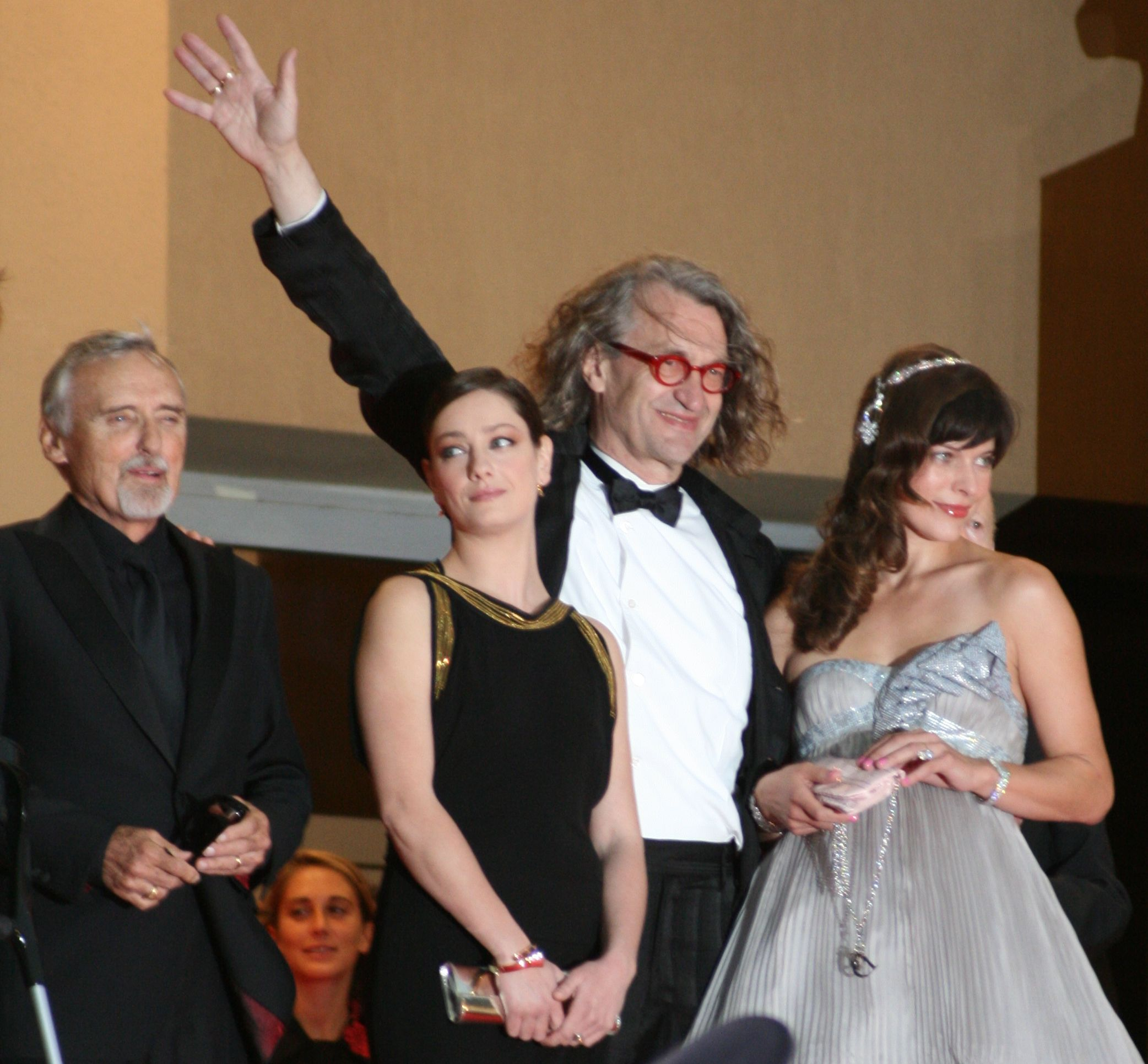
Festival de Cannes 24 mai 2008

- Scénario : Wim Wenders et Norman Ohler
- Musique : Irmin Schmidt
- Photographie : Franz Lustig
- Montage : Peter Przygodda, Oli Weiss
- Décors : Sebastian Soukup
- Costumes : Sabina Maglia
- Production : Gian-Piero Ringel, Wim Wenders
- Sociétés de production : Arte France Cinéma, Zweites Deutsches Fernsehen (ZDF), P.O.R. Sicilia, Neue Road Movies
- Langues originales : allemand, italien, anglais
- Format : 1,85:1
- Genre : drame
- Durée : 124 minutes
- Date de sortie :
  - France : 24 mai 2008 (Festival de Cannes)

## Distribution
- Campino : professeur Finn Gilbert
- Giovanna Mezzogiorno : Flavia
- Dennis Hopper : Frank
- Inga Busch : Karla
- Gerhard Gutberlet : Gerhard
- Harry Blain : Harry
- Sebastian Blomberg : manager de Julian
- Jana Pallaske : étudiante
- Olivia Asiedu-Poku : fan du Club
- Milla Jovovich : elle-même
- Melika Foroutan : Anke
- Anna Orso : mère
- Lou Reed : lui-même
- Udo Samel : banquier
- Letizia Battaglia : photographe
- Alessandro Dieli : médecin

## Commentaires

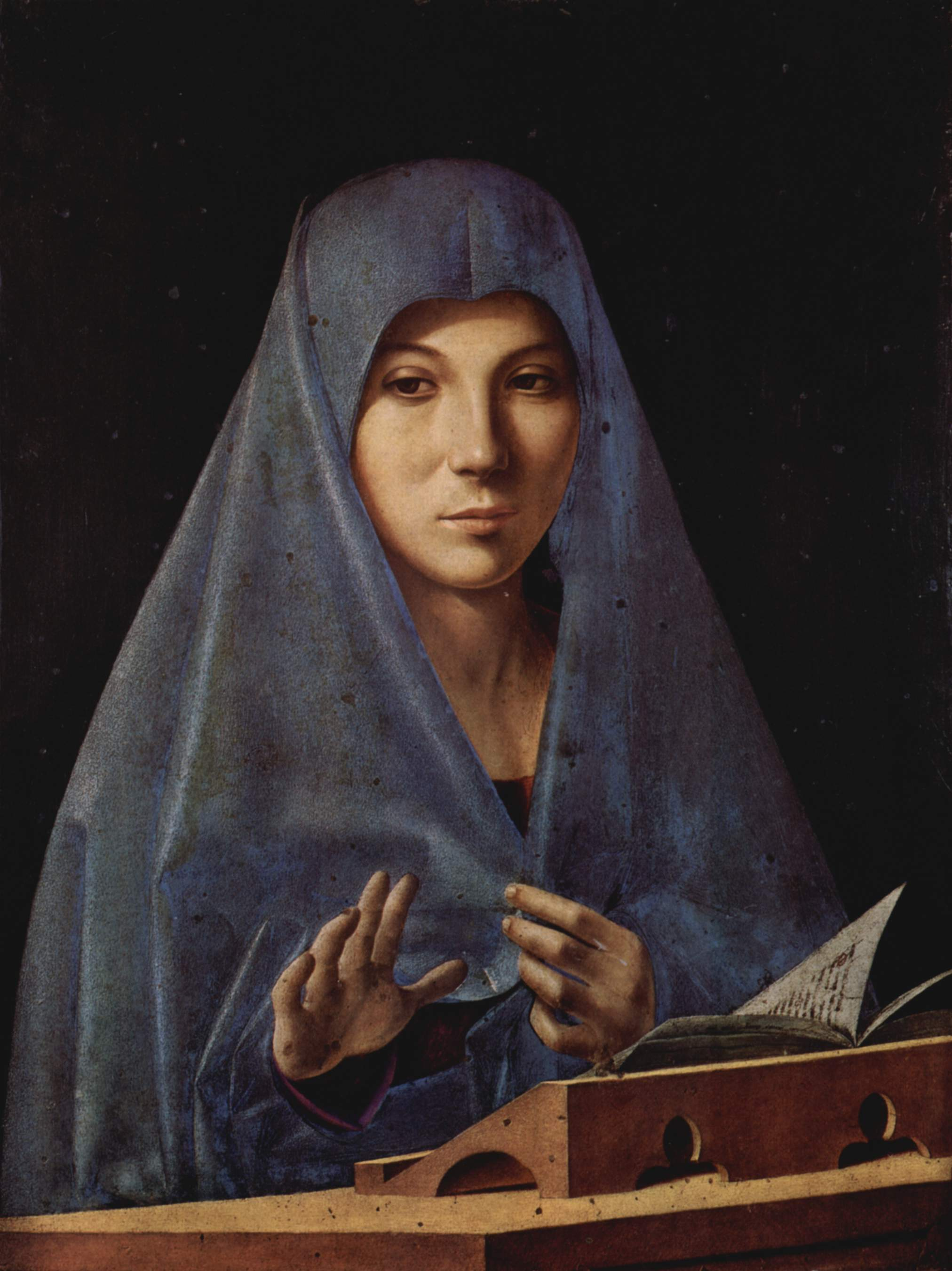
Antonello de Messine, La Vierge de l'Annonciation

Wenders a voulu une actrice qui ressemble à la Vierge représentée sur la toile de Antonello de Messine, et fixa son choix sur Giovanna Mezzogiorno[réf. nécessaire].

## DVD
Les premiers DVD du film sont sortis en février 2009[réf. nécessaire].